# Perania nasicornis
Perania nasicornis är en spindelart som beskrevs av Peter J. Schwendinger 1994. Perania nasicornis ingår i släktet Perania och familjen Tetrablemmidae.
Artens utbredningsområde är Thailand. Inga underarter finns listade i Catalogue of Life.